# ジュリー・ベンツ
ジュリー・ベンツ（Julie Benz、1972年5月1日 - ）は、アメリカ合衆国の女優。テレビドラマ『バフィー 〜恋する十字架〜』『エンジェル』のダーラ役、『デクスター 〜警察官は殺人鬼』のリタ・ベネット役で知られる。

## 来歴・人物
ペンシルベニア州ピッツバーグにて、ドイツ系アメリカ人の医師（外科医）の父親とアイススケート元選手の母親の間に生まれる。3歳からスケートをはじめ、1988年には全米選手権に出場。14歳の時に怪我をしてしまいプロのスケート選手の道を断念。その後演技に転身し、地元の劇団を経てテレビなどに出演するようになった。
ニューヨーク大学卒業後にロサンゼルスに移り、人気シリーズや映画にも出演するようになった。2006年に『デクスター 〜警察官は殺人鬼』の演技でサテライト賞助演女優賞を受賞した。

### プライベート
私生活では1998年に俳優兼コメディアンのジョン・カッサーと結婚するが、2007年に離婚。2012年に再婚した。

## 主な出演作品

### 映画
| 公開年 | 邦題 原題                                               | 役名                   | 備考          |
| ------ | ------------------------------------------------------- | ---------------------- | ------------- |
| 1990   | マスターズ・オブ・ホラー/悪夢の狂宴 Due occhi diabolici | ベティ                 | 第2話「黒猫」 |
| 1997   | 秘密の絆 Inventing the Abbotts                          | Co-ed                  |               |
| 1997   | バーチャドライブ Darkdrive                              | ジュリー・ファルコン   |               |
| 1997   | 恋愛小説家 As Good as It Gets                           | 受付                   |               |
| 1999   | ハード・キャンディ Jawbreaker                           | マーシー               |               |
| 2000   | サタン・スクール/美しき悪魔 Satan's School for Girls    | アリソン               | テレビ映画    |
| 2002   | ジャングル・ジョージ2 George of the Jungle 2            | ウルスラ               | ビデオ作品    |
| 2005   | ブルース・イン・ニューヨーク Lackawanna Blues           | ローラ                 | テレビ映画    |
| 2005   | 8mm II 8MM 2                                            | リン・クラフト         | ビデオ作品    |
| 2007   | ランボー/最後の戦場 Rambo                               | サラ・ミラー           |               |
| 2008   | ソウ5 Saw V                                             | ブリット               |               |
| 2008   | パニッシャー: ウォー・ゾーン Punisher Warzone           | アンジェラ・ドナテッリ |               |
| 2009   | 処刑人II The Boondock Saints II: All Saints Day         | ユーニス・ブルーム     |               |
| 2015   | アルティメット・サイクロン Life on the Line             | カーリン               |               |
| 2016   | ヘイヴンハースト Havenhurst                             | ジャッキー             |               |
| 2020   | ノクターン Nocturne                                     | キャシー               |               |

### テレビシリーズ
| 放映年    | 邦題 原題                                                                 | 役名                             | 備考                                                 |
| --------- | ------------------------------------------------------------------------- | -------------------------------- | ---------------------------------------------------- |
| 1996-2000 | バフィー 〜恋する十字架〜 Buffy the Vampire Slayer                        | ダーラ                           | 6エピソード                                          |
| 1999-2000 | ロズウェル - 星の恋人たち Roswell                                         | キャスリーン・トポルスキー捜査官 | 第1シーズンの7エピソード                             |
| 2000-2004 | エンジェル Angel                                                          | ダーラ                           | 20エピソード                                         |
| 2002      | TAKEN Taken                                                               | ケイト                           | 2エピソード                                          |
| 2004      | NCIS 〜ネイビー犯罪捜査班 Navy NCIS: Naval Criminal Investigative Service | デニス・ジョンソン               | 第1シーズン第22話「転落の真相」 / 「断ち切られた絆」 |
| 2006      | スーパーナチュラル Supernatural                                           | ライラ・ローク                   | 第1シーズン第12話「死神との取引」                    |
| 2006      | CSI:マイアミ CSI: Miami                                                   | ヘイディ・ウォルフ               | 第4シーズン第16話「ロリータポルノ爆弾」              |
| 2006      | CSI:科学捜査班 CSI: Crime Scene Investigation                             | ヘイディ・ウォルフ               | 第6シーズン第22話「ラスベガスドリーム」              |
| 2006-2010 | デクスター 〜警察官は殺人鬼 Dexter                                        | リタ・ベネット                   | 49エピソード                                         |
| 2007      | LAW & ORDER Law & Order                                                   | ドーン・スターリング             | 第17シーズン第14話「聖なる殺人」                     |
| 2010      | デスパレートな妻たち Desperate Housewives                                 | ロビン・ギャラガー               | シーズン6の5エピソード                               |
| 2010-2011 | パワー・オブ・フォー 普通じゃない家族 No Ordinary Family                  | ステファニー・パウエル           | メイン、20エピソード                                 |
| 2011      | 救命医ハンク セレブ診療ファイル Royal Pains                               | エリース                         | 第3シーズン第6話「牧場主の親子」                     |
| 2011-2012 | A Gifted Man                                                              | クリスティナ・ホルト             | 7エピソード                                          |
| 2013-2015 | DEFIANCE/ディファイアンス Defiance                                        | アマンダ・ローズウォーター       | メイン                                               |
| 2015-2017 | HAWAII FIVE-0 Hawaii Five-0                                               | アビー・ダン                     | リカーリング、12エピソード                           |
| 2019-     | ビカミング・ア・ゴッド On Becoming a God in Central Florida               | キャロル・ウィルクス             | リカーリング、7エピソード                            |

### テレビゲーム
- Halo 2 - ミランダ･キース中佐　（2004）

## 参照
1. ↑  “SMGFAN.com's Exclusive Interview with Julie Benz”.   smgfan.com (2003年11月11日). 2008年1月3日時点のオリジナルよりアーカイブ。2008年2月3日閲覧。
2. ↑  “IMDB bio”. 2013年3月22日閲覧。
3. ↑  Corneau, Allison (2012年5月5日). “Dexter's Julie Benz Gets Married!”.   UsMagazine.com. 2012年10月9日閲覧。
4. ↑  “「デクスター」のリタ役、ジュリー・ベンツが結婚”. シネマトゥデイ. (2012年5月8日) 2013年3月22日閲覧。